# Glande bulbo-urétrale
 (août 2021).
Les glandes bulbo-urétrales sont des glandes situées de chaque côté de l'urètre à la base du pénis chez plusieurs mammifères et sécrétant le liquide pré-éjaculatoire. Elles sont encore appelées glandes de Cowper ou glandes de Méry-Cowper.

## Histoire
C’est l’anatomiste et chirurgien français Jean Méry qui décrit oralement pour la première fois en 1684 ces structures,. La première publication sera faite en 1699, et c’est son auteur William Cowper, anatomiste et chirurgien londonien qui leur laissera son nom. Elles produisent leur liquide lorsque l'homme est excité, mais le moment exact varie selon les hommes.

## Structure
Sa forme varie selon les espèces. 
C'est une glande tubuleuse composée. Les canaux excréteurs de ces glandes se déversent très précisément au niveau de l'urètre spongieux.
Les glandes bulbo-urétrales sont absentes chez le chien et réduites chez le chat. Elles sont proportionnellement plus volumineuses chez le lapin que chez l'humain, tandis que chez le porc, elles englobent toute la partie pelvienne de l'urètre.

## Fonction
Les glandes bulbo-urétrales ont un rôle de sécrétion et produisent un liquide clair et visqueux qui sert à lubrifier l'urètre. Ce liquide réduit l'acidité de l'urètre en enveloppant les spermatozoïdes de ce liquide protecteur.
Le liquide produit permet la coagulation du plasma séminal chez le porc en agissant sur les vésicules séminales.
Lors de l'examen macroscopique du sperme (après liquéfaction de ce dernier), peuvent subsister quelques grains d'aspect gélatineux ne se liquéfiant pas, ces grains proviennent probablement des glandes de Cowper.